# Szileczky Péter
Szileczky Péter (Budapest, 1964. szeptember 1. –) magyar válogatott vízilabdázó.
Pályafutását 10 éves korában kezdte BVSC-ben. Edzője Koller István volt aki már meglátta benne a tehetséget.
Később a Honvéd, majd  az OSC csapatához került, majd a Tungsram csapatában szerepelt. Pályafutását külföldön folytatta. 2005-ben visszavonult.
Klubjával 1983-ban a KEK, 1985-ben a BEK döntőjébe jutott. A válogatottban 1986-tól szerepelt. Tagja volt az 1986-os férfi vízilabda-világbajnokságon kilencedik helyen végzett csapatnak.

## eredményei
- Junior világbajnokság
  - bronzérmes: 1981

- Magyar bajnokság
  - aranyérmes: 1985, 1992
  - ezüstérmes: 1982, 1983, 1984
  - bronzérmes:1991